# Dual existence
「dual existence」（デュアル・イグジスタンス）は、日本の音楽ユニットであるfripSideの楽曲で、第2期17作目（通算18作目）のシングル。

## 概要
前作「final phase」以来、半年ぶりとなるシングル。表題曲はテレビアニメ「とある科学の超電磁砲T」の後期オープニングテーマとなっている。
恒例となっているMVのゲスト出演はザ・たっちで、これが「sister's noise」以来2回目の出演となった。

## 収録曲
1. dual existence [4:27]
作詞・作曲・編曲：八木沼悟志
  - テレビアニメ『とある科学の超電磁砲T』後期オープニングテーマ
2. Reason to be here [4:55]
作詞：八木沼悟志・黒川晋、作曲：八木沼悟志、編曲：八木沼悟志・川﨑海
3. dual existence＜instrumental＞ [4:27]
4. Reason to be here＜instrumental＞ [4:51]

### 初回限定盤DVD
- dual existence MV
- dual existence MV Making
- SPOT
- TVアニメ「とある科学の超電磁砲Ｔ」ノンクレジットオープニング
- TVアニメ「とある科学の超電磁砲Ｔ」MV for “dual existence”（特別編集アニメ映像）

## 参加メンバー

### CD
Additional Musician
- a2c：Guitar (#1,3)
- 戸口田隆広：Guitar　(#2,4)